# جائزة بريطانيا الكبرى 1974
جائزة بريطانيا الكبرى 1974 هو سباق فورمولا 1 أقيم بتاريخ 20 يوليو 1974 في كنت، إنجلترا. كان العاشر من أصل 15 في بطولة العالم لسباقات الفورمولا واحد موسم 1974. حلّ الجنوب أفريقي جودي شيكتر أولا بينما جاء البرازيلي إيمرسون فيتيبالدي في المركز الثاني وحصل على المركز الثالث البلجيكي جاكي إيكس.